# Think with Your Heart
Think with Your Heart è il quinto album in studio della cantautrice statunitense Debbie Gibson, pubblicato nel 1995.

## Tracce
Testi e musiche di Deborah Gibson, eccetto dove indicato.
1. For Better or Worse – 3:24
2. Didn't Have the Heart – 4:45
3. Will You Love Me Tomorrow? – 3:26 (Gerry Goffin, Carole King)
4. Dancin' in My Mind – 3:31
5. Dontcha Want Me Now? – 4:19
6. Can't Do It Alone – 4:27
7. Think with Your Heart – 3:22
8. Too Fancy – 2:11
9. You Don't Have to See – 3:49
10. Two Young Kids – 3:15
11. Interlude/Tony's Rehearsal – 0:41
12. Let's Run Away – 5:25